# Black Panthers (1968)
Black Panthers (bra: Os Panteras Negras) é um curta-documentário de 1968 dirigido por Agnès Varda. O filme aborda o Partido dos Panteras Negras em Oakland, Califórnia, durante os protestos contra a prisão de Huey P. Newton, cofundador dos Panteras Negras, pelo assassinato do policial John Frey em 1967.

## Contexto
No verão de 1968, grupos de pessoas chegam a Oakland para protestar contra a prisão de Huey P. Newton. No documentário, o próprio Newton é entrevistado e fala sobre o tratamento inadequado que recebeu enquanto encarcerado, bem como aborda os dez ideais do movimento Pantera Negra, que inclui proteger a comunidade negra da violência polocoal, informá-los sobre seus direitos e aproveitar a leis de armas de fogo para obter licenças de porte e armar os Panteras para 'policiar a polícia', isto é, garantir que os direitos das pessoas negras fossem aplicados em abordagens e outras ações policiais.
Outras pessoas são entrevistadas, incluindo Kathleen Cleaver que fala sobre o movimento negro em defesa do cabelo natural e, ainda, aborda a necessidade do crescimento de mulheres em posições hierárquicas noPartido dos Panteras Negras. O filme termina com a condenação de Newton por homicídio culposo; e expõe um crime de ódio praticado por dois policiais, que atiraram em uma janela de um escritório do Pantera Negra onde uma foto de Newton havia sido estampada.

## Desenvolvimento
Varda e sua equipe filmou o documentário em 1968 enquanto esteve na Califórnia com seu esposo Jacques Demy, que estava em Hollywood trabalhando nas filmagens de Model Shop (1968).

## Relançamento
O filme foi restaurado em 2013 pelo laboratório italiano L'immagine Ritrovata, especializado em conservação e restauração de filmes, em conjunto com o Museu de Arte do Condado de Los Angeles (LACMA), Ciné-Tamaris, The Film Foundation e Annenberg Foundation.
Em 2015, Black Panthers foi relançado pela Criterion Collection, dentro da coletânea Eclipse Series, intitulado Agnès Varda in California. É o Eclipse Series 43.

## Recepção
Em 2020, Eric Kohn, do IndieWire, disse que o filme: "Visto de uma perspectiva contemporânea, à medida que as ruas se iluminam com a fúria de mais injustiças acometidas aos negros pela polícia, Panteras Negras é mais oportuno do que nunca e um antídoto bem-vindo para as manchetes estridentes da mídia – um filme que vai além do propósito de ficar boquiaberto com raiva e frustração, e consegue destacar seu propósito genuíno."